# Liste der Monuments historiques in Lys-lez-Lannoy
Die Liste der Monuments historiques in Lys-lez-Lannoy führt die Monuments historiques in der französischen Gemeinde Lys-lez-Lannoy auf.

## Liste der Objekte
| Bezeichnung                                               | Beschreibung                          | Standort                    | Kennzeichnung | Schutzstatus | Datum | Bild |
| --------------------------------------------------------- | ------------------------------------- | --------------------------- | ------------- | ------------ | ----- | ---- |
| Kommunionbank in der Kapelle des nördlichen Seitenschiffs | Holz, 18. Jahrhundert                 | in der Kirche St-Luc (Lage) | PM59008656    | Inscrit      | 1973  |      |
| Drei Chorstühle                                           | Eichenholz, Ende des 18. Jahrhunderts | in der Kirche St-Luc (Lage) | PM59008657    | Inscrit      | 1973  |      |
| Gemälde Anbetung der Hirten                               | 18. Jahrhundert                       | in der Kirche St-Luc (Lage) | PM59008658    | Inscrit      | 1973  |      |